# Placówka Straży Granicznej I linii „Oporzec”
Placówka Straży Granicznej I linii „Oporzec” – jednostka organizacyjna Straży Granicznej pełniąca służbę ochronną na granicy polsko-czechosłowackiej w okresie międzywojennym.

## Formowanie i zmiany organizacyjne
Rozporządzeniem Prezydenta Rzeczypospolitej Polskiej Ignacego Mościckiego z 22 marca 1928 roku, do ochrony północnej, zachodniej i południowej granicy państwa, a w szczególności do ich ochrony celnej, powoływano z dniem 2 kwietnia 1928 roku  Straż Graniczną.
Rozkazem nr 5 z 16 maja 1928 roku w sprawie organizacji Małopolskiego Inspektoratu Okręgowego dowódca Straży Granicznej gen. bryg. Stefan Pasławski określił strukturę organizacyjną komisariatu SG „Sławsko”. Placówka Straży Granicznej I linii „Oporzec” znalazła się w jego strukturze.
Placówka SG „Oporzec” wystawiała posterunek w m. Ławoczne.
Na początku 1939 roku 1 pułk piechoty KOP „Karpaty” przejął od Straży Granicznej odcinek granicy polsko-węgierskiej. Placówka Straży Granicznej I linii „Oporzec” została rozwiązana. Batalion KOP „Skole” zorganizował między innymi strażnicę KOP „Oporzec”.

## Służba graniczna
Sąsiednie placówki:
- placówka Straży Granicznej I linii „Kliniec” ⇔ placówka Straży Granicznej I linii „Wołosianka”− 1928[2]

## Kierownicy/dowódcy placówki
| stopień    | imię i nazwisko         | okres pełnienia służby | kolejne stanowisko                 |
| ---------- | ----------------------- | ---------------------- | ---------------------------------- |
| przodownik | Aleksander Strzeszewski | 28 VI 1931 – 3 IX 1932 | kierownik placówki „Chaszczowanie” |